# David Harvey (futebolista)
David Harvey (Leeds, 7 de fevereiro de 1948) é um ex-futebolista escocês, nascido na Inglaterra.

## Carreira
David Harvey competiu na Copa do Mundo FIFA de 1974, sediada na Alemanha, na qual a seleção de seu país terminou na 9º colocação dentre os 16 participantes.